# Gertrudenkerkhof

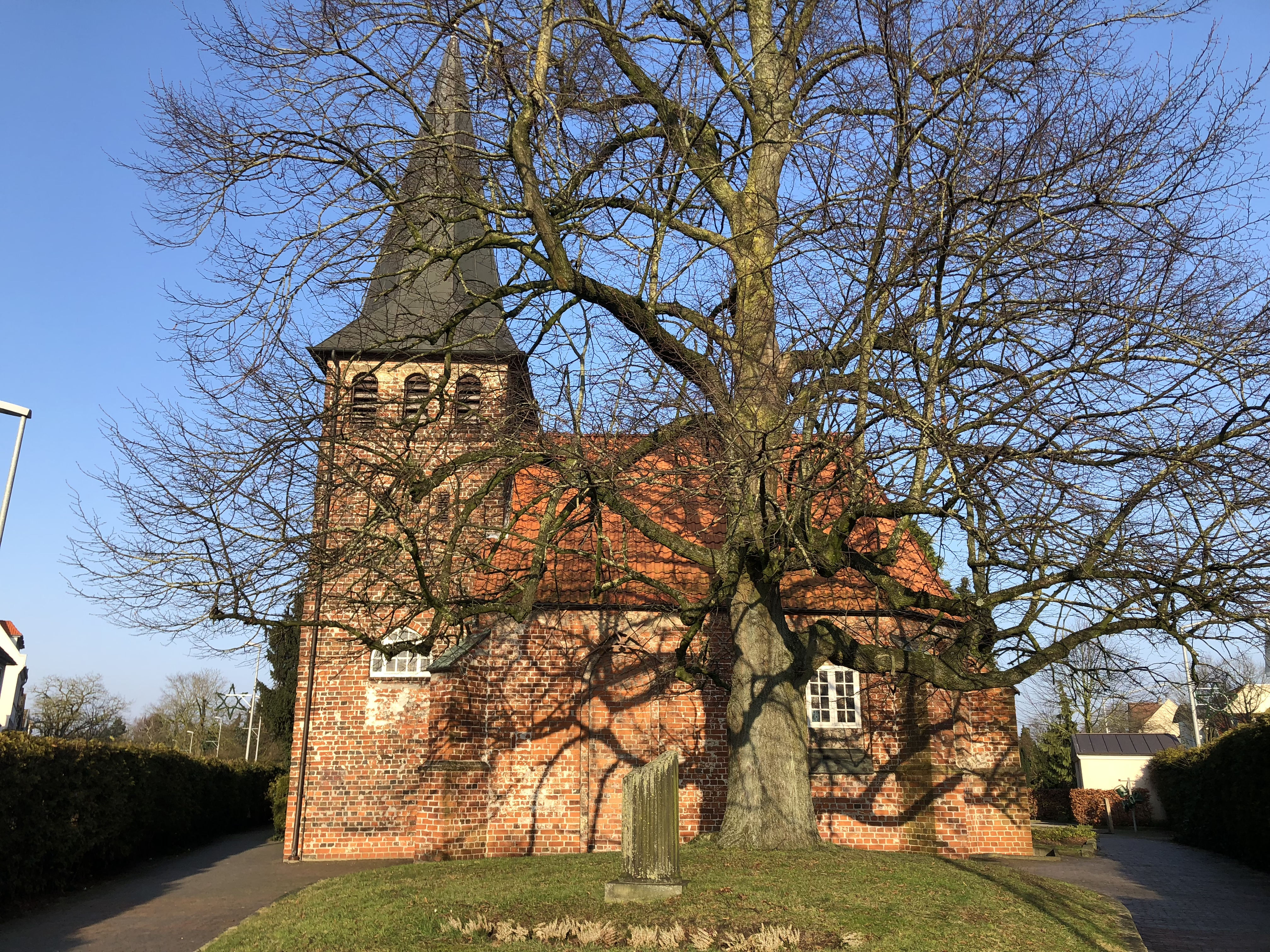
De Gertrudenkapel

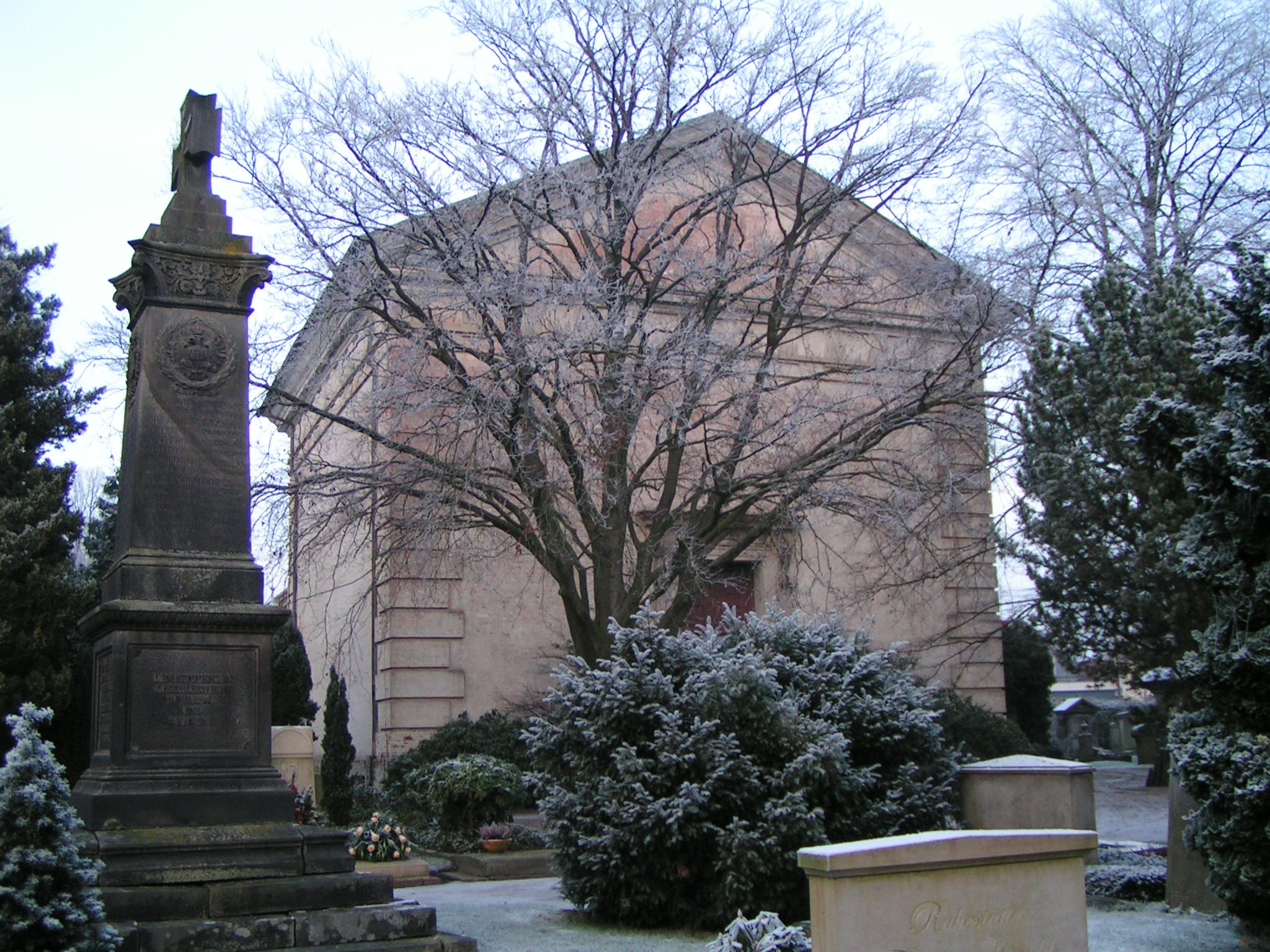
Het Mausoleum

De Gertrudenkerkhof is een begraafplaats in de Duitse stad Oldenburg in Nedersaksen. De begraafplaats ligt ten noorden van het centrum tussen de  Nadorster Straße en de Alexanderstraße.

## Geschiedenis
De geschiedenis van het St. Gertrudenkerkhof gaat terug tot de middeleeuwen. Het werd net buiten de stadspoorten aangelegd en was bestemd voor overledenen afkomstig uit het ziekenhuis dat in de buurt lag. Vanaf de 17e eeuw werden op het kerkhof ook mensen begraven die een laatste rustplaats in de natuur zochten.
Sinds 1649 is de begraafplaats ommuurd. In de muur rechts van de ingang staat een Bijbeltekst uitgehouwen in een zandsteen: "Ik weet dat mijn verlosser leeft" (Job 19:25). In een blok zandsteen aan de linkerkant staan de woorden: "O, ewich is zo lanck". De Lamberti-begraafplaats werd in 1791 opgeheven, waardoor het Gertrudenkerkhof de enige plek was in de stad waar de doden konden worden begraven. Dat bleef zo tot 1874.
Het Gertrudenkerkhof wordt gedomineerd door de Gertrudenkapel en het mausoleum voor de adellijke families van Oldenburg. De kapel werd gebouwd in de late middeleeuwen en is gewijd aan Gertrudis van Nijvel. Het mausoleum werd in 1790 gebouwd. De eerste die er begraven werd was Frederika van Württemberg.
De begraafplaats is rijk aan klassieke graven. Opvallend is het gedenkteken voor Christian Daniel von Finckh en Albrech Ludwig von Berger die beiden in 1813 door de Franse bezetter werden geëxecuteerd. Er is ook een gedenkteken voor soldaten uit Oldenburg die omkwamen tijdens de Frans-Duitse Oorlog van 1870. Op een ander monument staan de namen van tweeëntwintig Franse militairen die vermoedelijk in het lazaret in Oldenburg overleden.